# Универзитет у Тел Авиву
Универзитет у Тел Авиву (хебр. אוּנִיבֶרְסִיטַת תֵּל-אָבִיב) је државни универзитет у Тел Авиву. Са преко 30.000 студената, највећа је институција високог образовања у Израелу. Престижно је национално седиште подучавања и научних истраживања које се састоји од 9 факултета, 27 школа, 98 катедри и 130 истраживачких центара и института.